# فرط تنسج لانمطي
فَرْطُ التَّنَسُّج اللانمطي هو فرطُ تنسجٍ حميد (غير سرطاني) يحدث في حالة الخلايا التي تبدو شاذة (لانمطيَّة) تحت المجهر وزيادةً في أعدادها.

## اقرأ أيضًا
- فرط تنسج